# Filomena Costa
Filomena Costa (Braga, 22 de fevereiro de 1985) é uma atleta portuguesa, especializada em longas distâncias.

## Palmarés
Vencedora da Meia Maratona de Braga em 2016 e 2018.